# 楼毅
楼 毅（ろう き、? - 497年）は、中国の北魏の政治家。本貫は代郡。

## 経歴
楼安文の子として生まれた。内外の官を歴任し、殿中尚書・散騎常侍に進んだ。常山公の爵位を受け、安南将軍となり、尚書右僕射に転じた。梁衆保を捕らえた功績により、本官のまま侍中の位を加えられた。後に侯に降格され、使持節・鎮東将軍・定州刺史として出向した。
492年、平城に太極殿が完成し、孝文帝が群臣を集めて考室の礼を行おうとしたが、雪のために饗宴を開けなかった。孝文帝は天の心に適わなかったと残念がり、なんの罪があったものかと群臣に意見を求めた。楼毅は「雪霜風雨のことは天地の常であり、冬に雪が降るのは時機にかなったことです。『礼記』に『雨のため服が濡れてかたちを失するときは、礼を取りやめなさい』と言っており、礼が昔から想定していることで、異とするには足りません」と答えた。
都督涼河二州鄯善鎮諸軍事・涼州刺史となった。493年、孝文帝が南征を口実にして洛陽遷都を強行しようとした。楼毅は民衆のあいだで飢饉が頻発していることを理由にこれに反対し、後日を期するよう諫めたが、孝文帝は聞き入れなかった。
497年、死去した。

## 伝記資料
- 『魏書』巻三十 列伝第十八
- 『北史』巻二十 列伝第八